# Aleister Crowley
Aleister Crowley  (výslovnost [ˈæleɪstər ˈkroʊli]; 12. říjen 1875 – 1. prosinec 1947) byl britský okultista, spisovatel a horolezec. Vytvořil filosofický systém thelémy a stal se jeho největším teoretikem. Systém thelémy vychází z Crowleyovy knihy The Book of the Law (Liber AL vel Legis, česky Kniha Zákona), sepsané v roce 1904. Také je citován jako klíčová inspirace pro množství pozdějších esoterických skupin a osobností, včetně lidí jako je Kenneth Grant, Gerald Gardner a do určité míry také Austin Osman Spare.
Senzacechtivé plátky té doby o něm psaly jako o „nejprohnanějším muži, který kdy žil“. Vysloužil si také přezdívku „nejhříšnější muž světa“. Měl neustále problémy s obviňováním ze strany veřejnosti a úřadů kvůli své „morálce“. Několikrát kvůli tomu stanul i před soudem.

## Dětství
Narodil se 12. října 1875 ve Warwickshire v Anglii jako Edward Alexander Crowley mezi jedenáctou hodinou večerní a půlnocí do poměrně zámožné rodiny Edwarda Crowleyho a Emily Berthy Bishop. Jeho otec byl kazatel fundamentalistických Plymouthských bratří (Plymouth Brethren), puritánské protestantské sekty. Jeho dětství nebylo nijak zvlášť šťastné.
Dne 29. února 1880 se narodila jeho sestra Grace Mary Elisabeth, několik hodin po narození však zemřela. Smrt jeho otce v roce 1887 a přehnaná zbožnost, která se promítala do jeho výchovy, jej přiměly vzbouřit se proti rodině. Matka, která byla již zoufalá z jeho chování, jej nazvala „Bestií“ (Antikrist z biblického Zjevení Janova), toto označení si ponechal a začal se za Antikrista také považovat. Emily Bertha Bishop zemřela v roce 1917.

## Studium
Po studiích na internátních školách Malvern College, Eastbourne College a Tonbridge School odešel Crowley roku 1895 na Trinity College v Oxfordu. Po tři roky zde studoval filosofii, psychologii a ekonomii i klasickou filologii. Učil se starořecky, francouzsky i latinsky, věnoval se i diplomacii. Byl také vynikající matematik a stratég, což úspěšně prokázal ve hře v šachy, roku 1897 se zúčastnil šachového kongresu v Berlíně. Nejvíce jej však uchvátila magie a hermetismus, které začal pilně studovat. V té době si také změnil křestní jméno na Aleister.

## Dílo

### Výtvarné umění
Patrně nejslavnějším počinem se stal soubor tarotových karet, které připravil v podobě nanejvýš prodchnuté symboly a archetypy a k jejichž významovým souvislostem se ve svých dílech odkazuje. 
Crowley se převážně ve 30. letech aktivně věnoval malování. V říjnu 1930 vystavoval v berlínské galerii Porza.

## Okultismus
Hlásil se k svobodnému zednářství, jeho členství však bylo zpochybněno. V roce 1907 založil skupinu Argentinum Astrum (AA) neboli Stříbrná hvězda (latinsky Argenteum Astrum, popř. Arcanum Arcanorum, řecky Άστρον Αργόν či hebrejsky Arikh Anpin). Měl významnou pozici taktéž v několika řádech. Kupříkladu v Ordo Templi Orientis. V roce 1912 se stal hlavou anglické větveref> této skupiny. Působil v Řádu Zlatého Úsvitu (Hermetický řád Zlatého úsvitu), který určitou dobu vedl, a který se díky rozepřím během jeho vedení rozpadl. Po roce 1920, kdy se uchyluje se svými následovníky na Sicílii, zde zakládá Posvátné opatství thelémských mysterií (The Sacred abbey of the Thelemic Mysteries). Theléma je filozofický směr vycházející z Knihy Zákona, kterou mu údajně v roce 1904 nadiktovala netělesná entita jménem Aiwass.  Základem tohoto učení je teze: Dělej, co ty chceš, ať je celý Zákon. Crowley později připustil, že se při sumarizování thelémského učení nechal inspirovat dřívějšími autory. Podobnou myšlenkou se zabýval např. již v 16. století spisovatel François Rabelais.
Některé Crowleyho magické rituály byly spojeny se sexuálními praktikami a někdy též s požíváním rozličných drog. Je typické, že tyto rituály jsou v současnosti nejznámější. Obecně je náplní rituálů výcvik volních schopností a splynutí s Universem, tedy s celkem všeho stvoření. Některé rituály publikovali ve svých knihách čeští okultisté Josef Veselý a František Kabelák. Crowley se zabýval prací s knihou Lemegeton a pověstné je Crowleyho provedení rituálu z knihy Svaté magie mága Abramelina. Velmi se také věnoval enochiánské magii, výsledky v tomto směru jsou dobře zdokumentované.
Sám Crowley o sobě tvrdil, že vykonal veškeré existující magické rituály a vyvolal všechny možné démony. Jeho snad nejslavnější magický rituál byla evokace démona Choronzona, pána veškeré formy a démona chaosu, kterou provedl v saharské poušti v Alžírsku spolu s irským básníkem Neuburgem a Crowley při ní stál v magickém trojhranu, kde se obvykle zjevuje démon, což je jediný zdokumentovaný případ.
Roku 1912 publikoval krátké pojednání s názvem A Description of the Cards of the Tarot (Popis tarotových karet). Dle Crowleyho podkladů výtvarně zpracovala lady Frieda Harrisová 78 karet Crowleyho Thothova Tarotu. Pět let pracovala na díle, které bylo prvně představeno veřejnosti roku 1943 v Londýně. Crowley tyto karty doplnil knihou výkladů Kniha Thoth, krátké pojednání o tarotu Egypťanů, která poprvé vyšla v roce 1944. Crowleyho tarot je dodnes jedním z nejoblíbenějších tarotových systémů vůbec, vychází se z něj nejen při studiu výkladu tarotu, ale také hermetismu.

## Cesty, výpravy
V letech 1901–1902 procestoval Indii a Barmu, poté žil v Paříži. V roce 1905 se pokusil o výstup na horu Kančendženga (Kangchenjunga) v Himálajích, ale výprava skončila tragédií. Po osobních konfliktech se výprava rozdělila a několik účastníků zahynulo.
V roce 1906 cestoval napříč pouští v Číně. Rok 1908 strávil cestováním po Maroku v doprovodu svého přítele básníka Victora Neuburga. V letech 1909 a 1911 opět cestoval s Neuburgem po severní Africe a uskutečnil evokaci Choronzona. Roku 1913 odjel do Moskvy. V roce 1919 se vrátil do Anglie. Na přelomu let 1919 a 1920 krátce pobyl v USA. V roce 1920 se odstěhoval na Sicílii, kde v Cefalù založil „experimentální opatství“, odkud jej v dubnu roku 1923 vykázal Benito Mussolini, a Crowley odjel do Tunisu. Až do roku 1928 cestoval po severní Africe, Německu a Francii, ze které je roku 1929 taktéž vypověděli. Po roce 1939 se vrátil do Anglie.

## Osobní život
Roku 1902 se Crowley oženil s Rosou Kellyovou. V roce 1906 cestuje společně s ní a jejich malou dcerou Nut MA Ahathor Hecate Appho Jezebel Lilith po Číně. Crowleyho dcera zde tragicky umírá. Roku 1909 se Aleister s Rosou rozvádí. V roce 1918 se v Anglii seznámil s Leah Hirsgovou. Na Sicílii, kam se přestěhoval, zemřela jeho další dcera Anne Leah, ale v roce 1920 se mu v jeho „experimentálním opatství“ na Sicílii narodila Astarte Lulu Crowlyová, dcera, jejíž matkou byla Ninnete Frauxová. Po vykázání Crowlyho z Itálie (duben 1923) žila dcera Astare Lulu od otce odloučena. Po opuštění Sicílie cestoval s Američankou Dorothy Olsenovou po severní Africe. V roce 1929 byl z Francie vypovězen i se svojí milenkou Marií Teresou de Miramar, kterou si ještě téhož roku v Německu bere za ženu. Jako „nejhříšnější muž světa“, který s oblibou praktikoval sexuální magii, měl dalších milenek a partnerek nepřeberně.
Crowleyho ke konci života trápil nedostatek financí, astma a stále se zvyšující denní dávka drog, které začal brát již v mládí. Střídaly se u něj návaly deprese a euforie (maniodepresivní psychóza). 17. ledna 1945 se přestěhoval do hotelu Netherwood v Hastingsu. Dle svědků se živil jen míchanými vajíčky, studeným krocanem a heroinem. Aleister Crowley zemřel 1. prosince 1947 na selhání srdeční činnosti a chronické astma ve věku 72 let. Jeho popel byl odvezen do USA.

## V populární kultuře
V roce 2002 jej hlasování BBC umístilo jako sedmdesátého třetího největšího Brita všech dob, protože inspiroval nespočet spisovatelů, hudebníků a tvůrců filmů včetně Behemoth, Alana Moorea, Ozzyho Osbourna, Jimmyho Page, Bruce Dickinsona, Davida Bowieho, Kennetha Angera, Carlose Atanase a Harryho Everetta Smithe.
- O Aleisteru Crowleym existuje několik dokumentů (např. In Search Of The Great Beast 666 - Aleister Crowley, Masters of Darkness: Aleister Crowley - The Wickedest Man in the World) i hraných filmů (Crowley, Abbey of Thelema).
- Aleister Crowley je vedlejší postavou španělského dvojdílného hororu z roku 2010, La Herencía Valdemar.
- Od roku 2006 vznikla čtveřice divadelních her: The Rite of Luna: A Rock Opera (2006), The Rite of Venus: A Rock Opera (2008), The Rite of Mercury: A Rock Opera (2010), The Rite of Sol, a Rock Opera (2013).
- O Crowleym, jeho učení a jeho knihách věděli ti nejznámější populární hudebníci jako Jimmy Page, Bruce Dickinson, Elvis Presley, The Beatles nebo Ozzy Osbourne.
- Beatles vložili fotografii Aleistera Crowleyho na obálku jejich alba Sgt. Pepper's Lonely Hearts Club Band.
- Perdurabo (Where is Aleister Crowley?), režie Carlos Atanes v roce (2003).
- Perplejidad, román s Aleisterem Crowleym v hlavní roli, napsal Carlos Atanes (2024).